# إدوين كونغو
إدوين كونغو (بالإسبانية: Edwin Congo) هو لاعب كرة قدم كولومبي في مركز الهجوم، ولد في 7 أكتوبر 1976 في بوغوتا في كولومبيا. شارك مع منتخب كولومبيا لكرة القدم. أما مع النوادي، فقد لعب مع أولمبيك تشاتيفا وأونس كالداس وريال بلد الوليد وريال سبورتينغ خيخون وريال مدريد وريكرياتيفو وفيتوريا دي غيماريش وفيتوريا سيتوبال ونادي تولوز ونادي ليفانتي.

## وصلات خارجية
- إدوين كونغو على موقع قاعدة بيانات كرة القدم.إي يو (الإنجليزية)
- إدوين كونغو على موقع ناشيونال فوتبول تيمز (الإنجليزية)
- إدوين كونغو على موقع Soccerway.com (الإنجليزية)
- إدوين كونغو على موقع عالم كرة القدم.نت (الإنجليزية)